# Ото II (Шаумбург)
Вижте пояснителната страница за други личности с името Ото II.
Ото II фон Холщайн-Шаумбург (на немски: Otto II von Holstein-Schauenburg; * 1400; † 1 юни 1464) е от 1426 до 1464 г. граф на Холщайн-Шаумбург и на графство Шаумбург.
Той е син на граф Адолф IX фон Шаумбург (* ок. 1370, † 9 октомври 1426) и съпругата му графиня Хелена фон Хоя († 23 ноември 1414). Внук е на граф Ото I фон Шаумбург († 1404).
Той управлява Холщайн-Пинеберг от 1426 до 1464 г.

## Фамилия
Ото II се жени 1418 г. за графиня Елизабет фон Хонщайн († сл. 5 юни 1474), дъщеря на граф Ернст II фон Хонщайн-Клетенберг (* ок. 1370; † 1426) и Анна София фон Щолберг († 1436). Те имат осем сина и две дъщери:
- Адолф X (* 1419; † 1474), граф на Шауенбург и Холщайн (1464 – 1474), женен ок. 1459 за графиня Ирмгард фон Хоя († ок. 1481)
- Ерих (* 1420; † 1492), граф на Холщайн-Шауенбург (1474 – 1492), женен 1476 за графиня Хебе от Източна Фризия (* 1457; † 1476/78), дъщеря на граф Улрих I
- Ото III (* 1426; † 1510), граф на Холщайн-Шауенбург (1492 – 1510), неженен
- Ернст I (* 1430, † 1471), от 1458 г. епископ на Хилдесхайм
- Хайнрих III († 1508), от 1473 г. епископ на Минден
- Антониус (* 1439; † 1526), граф на Холщайн-Шауенбург (1510 – 1526), женен I. на 29 ноемеври 1491 за принцеса София († пр. 1502), дъщеря на херцог Йохан IV фон Саксония-Лауенбург; II. 1497 за Анна фон Шьонбург (* 1479; † 1503)
- Бернхард (* 1444; † ок. 1464), каноник в Хамбург
- Йохан IV (* 1449; † 1527), граф на Холщайн-Шауенбург (1526 – 1527), женен 1482 за Кордула фон Гемен (* ок. 1443; † 1528)
- Анна († 1495), омъжена на 18 ноември 1450/1452 за граф Бернхард VII фон Липе (* 1428; † 1511)
- Матилда († 1468), омъжена I. 1463 за херцог Бернхард II фон Брауншвайг-Люнебург († 1464); II. 1466 за херцог Вилхелм фон Брауншвайг-Волфенбютел (* 1392; † 1482)